# Łewko Borowykowski
Łewko Borowykowski, ukr. Левко Боровиковський (ur. 22 lutego 1806 w Meluszkach k. Połtawy, zm. 26 grudnia 1889 w Połtawie) – poeta ukraiński, zasłużony reformator systemu wersyfikacyjnego, bajkopisarz.
Przedstawiciel romantyzmu, autor pieśni, ballad (Marusia 1829), wierszy i bajek (zbiór Bajky prybajutky... 1852), opartych na motywach folkloru. Pierwszy ukraiński tłumacz poezji Aleksandra Puszkina i Adama Mickiewicza.